# Soju
El soju o soyu es una bebida destilada nativa de Corea, tradicionalmente hecha con arroz, aunque la mayoría de las marcas más importantes suplementan o hasta sustituyen el arroz con otros almidones, como la patata, el trigo, la cebada, el camote o la yuca (llamada dangmil en coreano). 
En Occidente, las botellas comercializadas de soju suelen tener 360Ml de capacidad y una graduación alcohólica de 16.5%, esto es 60 gramos de alcohol por botella, el equivalente aproximado a dos mojitos. El sabor del soju se puede comparar con el del vodka, aunque frecuentemente un poco más dulce debido a los azúcares añadidos durante su elaboración, sabe exactamente a agua con alcohol.
En Corea del Sur hay una cierta clasificación de colores para las botellas. En el caso del Soju, es color verde, incluyendo una respectiva señal de que se trata de una bebida alcohólica, para el cuidado de cada ciudadano.
La mayoría de las marcas de soju son actualmente confeccionadas en Corea del Sur.

## Soju en Corea

### Historia

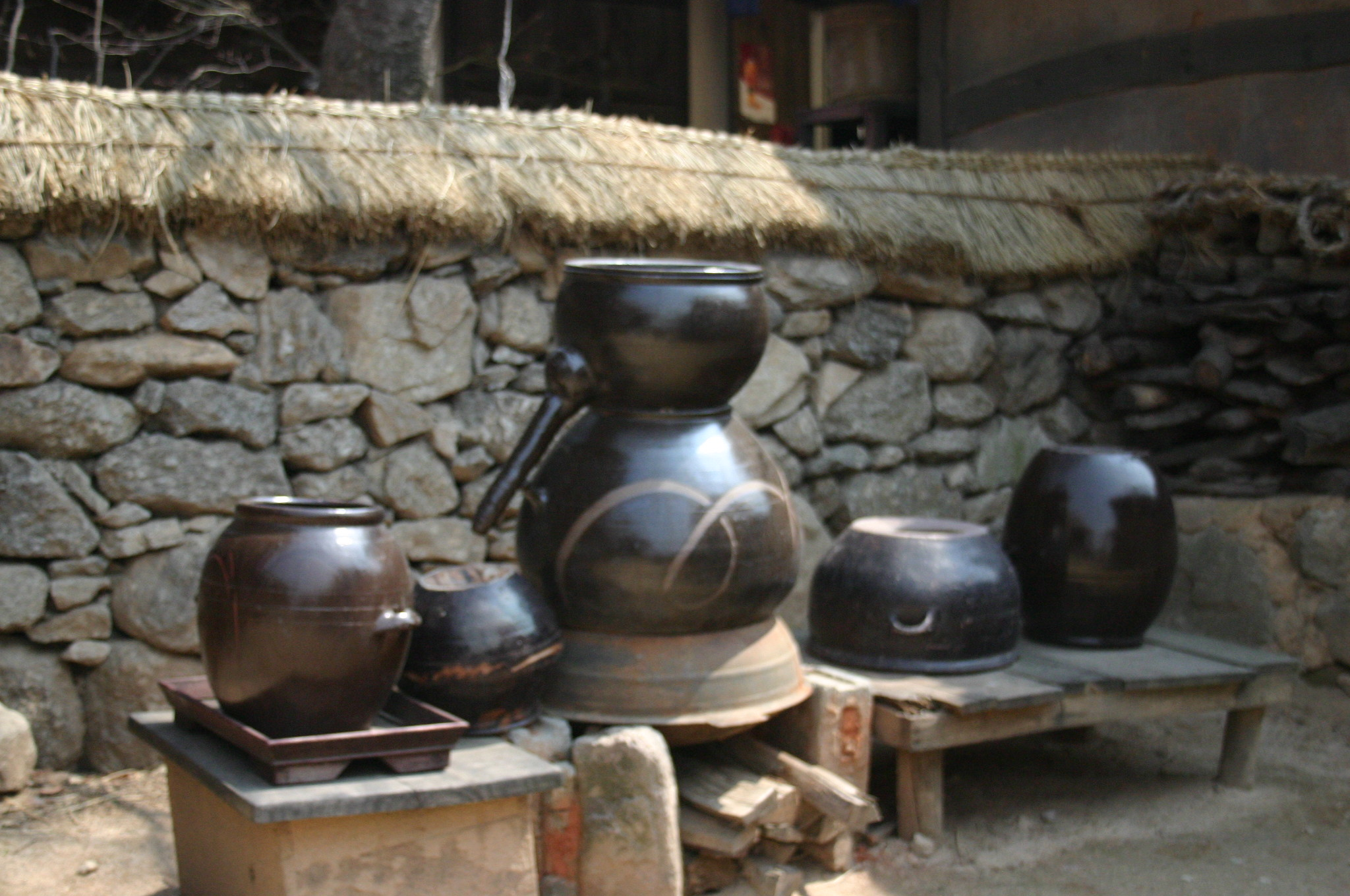
Utensilios (sojugori, 소주고리) en el centro, y un hangari de diferente forma, 항아리] para hacer soju tradicional.

El soju se destiló por primera vez alrededor de 1300 A.D. durante la guerra de Mongolia con Corea. Los mongoles habían aprendido la técnica de destilación del arak de los persas durante su invasión de Asia Central/Oriente Medio cerca del 1256. Esa técnica se usó después en Corea y se construyeron destilerías alrededor de la ciudad de Kaesong (hangul: 개성). De hecho, en el área que rodea Kaesong, el soju es conocido como arak-ju (hangul: 아락주).
De 1965 a 1991 el gobierno coreano prohibió la destilación tradicional de soju con grano fermentado para remediar una escasez de arroz. Durante ese tiempo un soju diluido se hizo con etanol altamente destilado de otras materias mezclado con agua y sabores. Aunque la prohibición ha terminado, el soju barato sigue haciéndose de esa manera. La graduación alcohólica del soju diluido está regulada por gobierno coreano a menos de 35%.
Varias regiones en Corea han vuelto a confeccionar el soju destilado de grano a la manera tradicional. El soju más famoso de todos es el de Andong con una graduación alcohólica de alrededor de 45%.

## Variedades de soju
Existen diferentes tipos o estilos de soju, ya sea por región, método de producción o ingredientes específicos.
Por ejemplo, diferencias entre soju destilado tradicional y el soju diluido moderno.

### Consumo y cultura
El papel del soju en la cultura coreana, como su importancia en reuniones sociales, cenas o celebraciones.
Tradiciones asociadas con su consumo, como los modales al servir o recibir soju (por ejemplo, con ambas manos como muestra de respeto).

### Mercado internacional
Se ha popularizado el soju fuera de Corea del Sur y su presencia en mercados internacionales. Hay marcas reconocidas como Jinro o Chum Churum.

### Variantes saborizadas
Existen versiones modernas de soju con sabores frutales (por ejemplo, uva, fresa, melocotón) que son populares entre los jóvenes.

### Aspectos nutricionales
Información nutricional básica, como contenido calórico promedio, si es relevante para los consumidores.

### Métodos de producción modernos
Las técnicas actuales de fabricación del soju, diferenciando entre las marcas comerciales y los métodos tradicionales.

### Uso en gastronomía
Algunos ejemplos de cómo se usa el soju en la cocina coreana, ya sea como ingrediente en platillos o marinados.

### Curiosidades o récords
Información anecdótica como récords de consumo o datos curiosos (por ejemplo, el hecho de que el soju es una de las bebidas alcohólicas más vendidas en el mundo).